# Alfredo Bejos Nicolás
Alfredo Bejos Nicolás (Pachuca, México, 9 de abril de 1960) es un político mexicano, miembro del Partido Revolucionario Institucional (PRI). Ha sido en dos ocasiones diputado federal y en dos al Congreso del Estado de Hidalgo.

## Biografía
Es Cirujano Dentista egresado de la Universidad Autónoma del Estado de Hidalgo (UAEH). Ejerció de forma particular su profesión de 1984 a 2004. Es miembro activo del PRI desde 1988.
De 1994 a 1998 fue presidente del Foro Político de Profesionales y Técnicos de la Confederación Nacional de Organizaciones Populares (CNOP) en Hidalgo. De 1997 a 2000 fue regidor al Ayuntamiento de Pachuca de Soto presidido por Juan Manuel Sepúlveda Fayad, periodo en el que ocupó los cargos de vocal de Control y Vigilancia de los subcomités de Salud y Seguridad Pública, y de los comités de Planeación de Desarrollo Municipal. Simultáneamente, de 1999 a 2000 fue presidente del comité municipal del PRI en Pachuca.
En 2002 fue coordinador de la Región I Pachuca de la Secretaría de Desarrollo Social de Hidalgo. En 2003, fue elegido diputado federal suplente por el Distrito 6 de Hidalgo a la LIX Legislatura de ese año a 2006, siendo diputado propietario Miguel Ángel Osorio Chong. El 19 de noviembre de 2004 Osorio recibió licencia al cargo para buscar se candidato del PRI a gobernador de Hidalgo, por el que Alfredo Bejos rindió protesta como diputado federal el 25 de noviembre siguiente. En la Cámara de Diputados fue integrante de las comisiones de Medio Ambiente y Recursos Naturales, y de Salud. Además, de 2002 a 2006 fue secretario general de la CNOP en Hidalgo.
De 2006 a 2007 fue coordinador de la Región I Pachuca de la Secretaría de Planeación y Desarrollo Regional. De 2008 a 2011 fue diputado a la LX Legislatura del Congreso del Estado de Hidalgo por el Distrito 1 local. En dicho cargo fue presidente de la Primera Comisión Permanente de Industria, Comercio y Servicios; y secretario de las primeras comisiones permanentes de Salud; y de Turismo.
Al término de este cargo, de 2011 a 2013 fue director general del Colegio de Estudios Científicos y Tecnológicos del Estado de Hidalgo (CECYTEH), y en dicho cargo ejerció a su vez el cargo de secretario general del Consejo Nacional de Colegios de Estudios Científicos y Tecnológicos de los Estados de la República A.C.
En 2013 por segunda ocasión fue elegido diputado al Congreso de Hidalgo, en esta ocasión a la LXII Legislatura por el Distrito 2 local. En esta ocasión ocupó los cargos de presidente de la Primera Comisión Permanente de Educación; e integrante de las comisiones de Turismo; y, de Hacienda y Presupuesto. pidió licencia al cargo en 2015 para ser Secretario de Turismo y Cultura del gobierno de Hidalgo, por nombramiento del gobernador Francisco Olvera Ruiz, permaneciendo en el cargo hasta 2015.
En 2015 fue elegido por segunda ocasión al cargo de diputado federal por el distrito 6 de Hidalgo, ejerciendo el cargo en la LXIII Legislatura que culminó en 2018 y en la que ocupó los cargos de secretario de la comisión de Desarrollo Metropolitano; e integrante de las comisiones de Gobernación; Jurisdiccional; Turismo; y, de la Ciudad de México.